# Tontillo

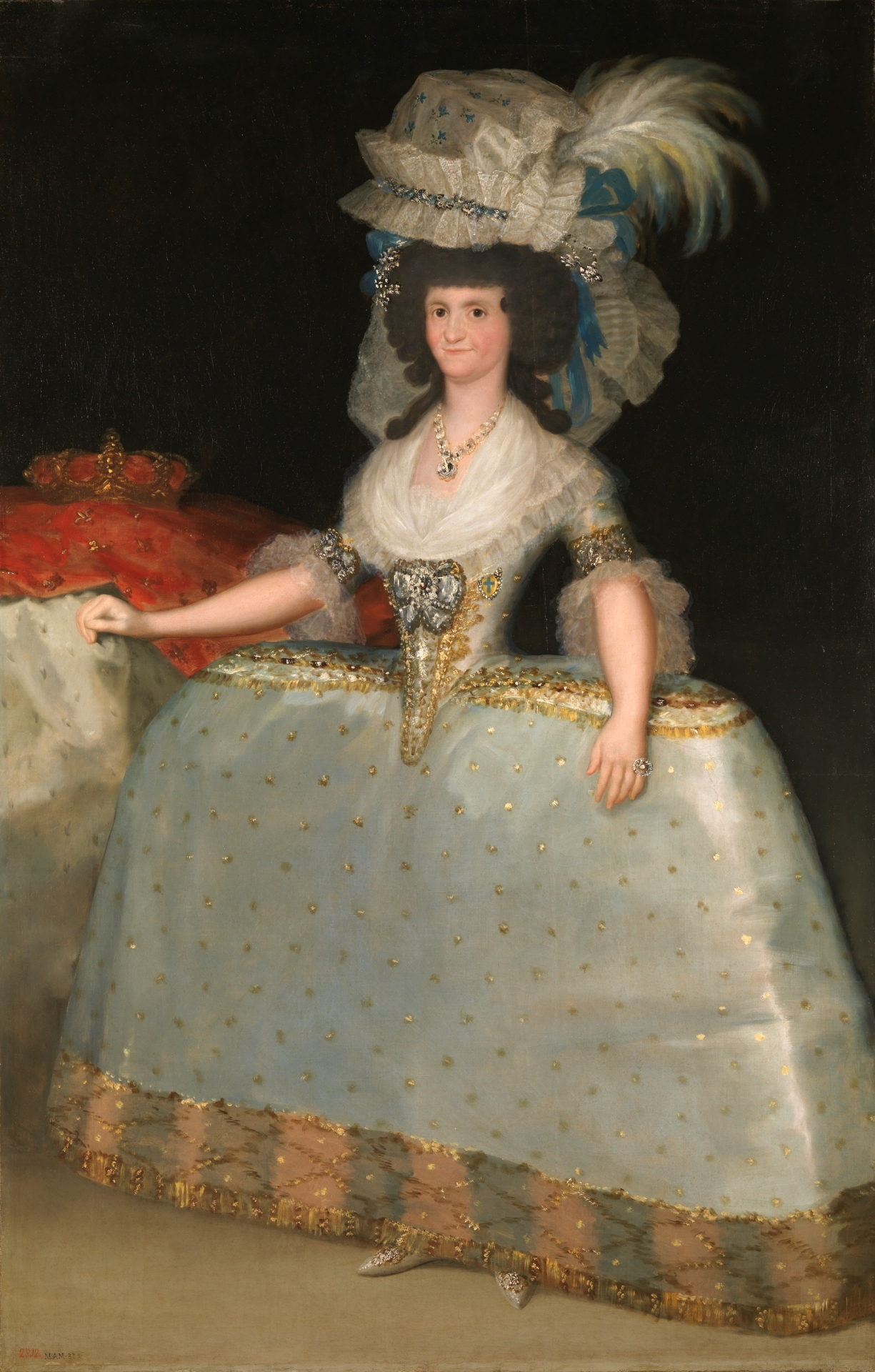
María Luisa de Parma con 'tontillo afrancesado' (Goya, 1789).

Tontillo es uno de los nombres que se le dio a un armazón interior para ahuecar las faldas. En el grupo de los verdugados, se le puede considerar hijo del guardainfante y su continuador, el guardapiés. Estaba dotado como algunos de ellos de aros o ballenas para aumentar la apariencia del cuerpo femenino; se vistió en la indumentaria femenina durante los siglos XVII y XVIII.

## Historia y uso
Este aparatoso complemento para la alteración de la apariencia femenina se popularizó en España durante el reinado de Carlos II, viniendo a sustituir al no menos aparatoso guardainfante habitual en el reinado anterior. Su uso se extendió hasta finales del siglo XVIII. 
Sobre varias enaguas, bajo la basquiña y otros tipos de sayas, faldas o vestidos cuya amplitud o pliegues permitían la deformación a la altura de las caderas, este armazón se extendía mucho a cada lado plano por delante y por detrás, a diferencia del redondeado miriñaque decimonónico que daba al cuerpo forma de campana.

### La competencia del "panier" francés

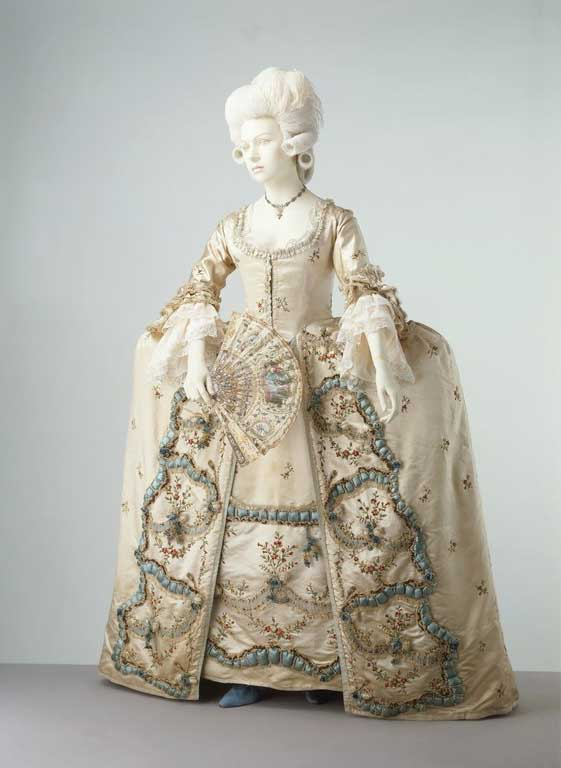
Maniquí vestido con paniers (ca. 1750).

Cuando en el comienzo del siglo XVIII el tontillo conquistó la moda francesa, se rebautizó como panier (precedente del miriñaque y la crinolina), haciendo referencia a los paniers, cestas que cuelgan a ambos lados en los animales de carga. El tontillo francés fue aumentando gradualmente de amplitud a medida que transcurría el siglo de las luces, llegando a alcanzar casi un metro de largo por cada lado en la época de María Antonieta, lo que obligó en muchos casos a modificar las puertas de los carruajes, hogares y establecimientos para que las damas pudieran acceder con facilidad (esta falta de funcionalidad sin embargo permitía a las damas un constante cimbreo o baile para caminar de costado, que debía resultar muy atractivo e incluso seductor, según describe Choderlos de Laclos).